# Leisnig
Leisnig är en stad i Landkreis Mittelsachsen i förbundslandet Sachsen i Tyskland. Staden har cirka 8 000 invånare.
En av stadsdelarna är Naundorf.